# Yizhar Harari
Yizhar Harari (en hébreu : יזהר הררי) est un homme politique israélien.